# 有線電視大樓

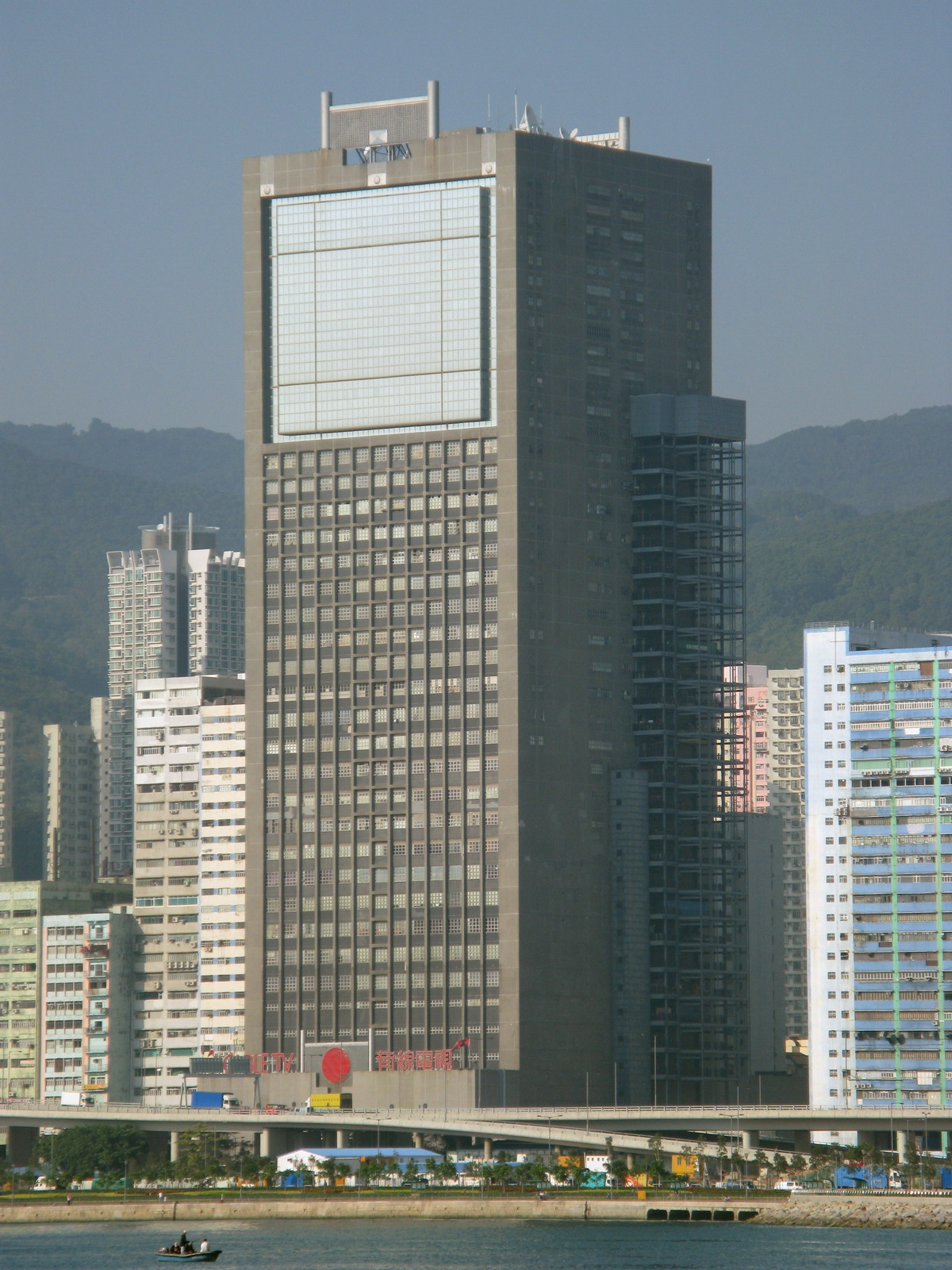
有線電視大樓

有線電視大樓（英語：Cable TV Tower，原名為「新達中心」），是香港一座寫字樓大樓，位於荃灣海盛路9號，是香港有線電視總部。有41層，高197米，原為九龍倉屬下荃灣"D"貨倉，於1988年10月起拆卸，1993年完成重建，是香港最高同時用作工業和寫字樓用途的建築物。